# Міхельфельд
Міхельфельд (нім. Michelfeld) — громада в Німеччині, знаходиться в землі Баден-Вюртемберг. Підпорядковується адміністративному округу Штутгарт. Входить до складу району Швебіш-Галль.
Площа — 35,22 км2. Населення становить 3803 ос. (станом на 31 грудня 2020).